# Teorema de Casey
En geometría, el teorema de Casey es una generalización del teorema de Ptolomeo, llamado así por el matemático irlandés John Casey (1820-1891).

## Formulación del teorema

Sea {\displaystyle O\,} un círculo de radio {\displaystyle \,R}, y sean {\displaystyle O_{1},O_{2},O_{3},O_{4}\,} (en ese orden) cuatro círculos que no se cortan entre sí, situados dentro de {\displaystyle \,O}  y tangentes a él. Denominando {\displaystyle \,t_{ij}} a la longitud de la tangente exterior común de los círculos {\displaystyle \,O_{i},O_{j}}, entonces:

{\displaystyle \,t_{12}\cdot t_{34}+t_{14}\cdot t_{23}=t_{13}\cdot t_{24}.}

Nótese que el caso degenerado, donde los cuatro círculos se reducen a puntos, es exactamente el teorema de Ptolomeo.